# Aceseo
Aceseo o Acesas fue un artista griego nacido en Salamina en época incierta, que se hizo célebre por su extremada habilidad en el arte de bordar telas.
Había en el templo de Apolo en Delfos diversas obras suyas y de su hijo Helicón; pero su obra maestra fue el manto de Atenea Polias, que tenía su templo en la acrópolis de Atenas. Se conserva recuerdo de ambos en el templo de Delfos, donde una inscripción alude a su maravillosa habilidad.